# Famous (Kanye West)
Famous è un singolo del cantautore statunitense Kanye West, il primo estratto dall'album The Life of Pablo e pubblicato il 29 marzo 2016.

## Descrizione
Il brano presenta campionamenti di Bam Bam di Sister Nancy, di Do What You Gotta Do di Nina Simone e anche di Mi sono svegliato e... ho chiuso gli occhi dei Il Rovescio della Medaglia e contiene il featuring non accreditato della cantante barbadiana Rihanna e le voci di sottofondo del produttore discografico statunitense Swizz Beatz.
La versione originale, intitolata Nina Chop, doveva includere la collaborazione del rapper statunitense Young Thug ed è stata diffusa sul web prima della pubblicazione dell'album. Inoltre, il 6 agosto 2020 il rapper Rick Ross ha diffuso una versione alternativa che presenta una sua strofa durante la sua apparizione nel webcast Verzuz con il rapper 2 Chainz.

## Controversie
Nel brano è presente una dichiarazione controversa da parte di West in riferimento alla sua interruzione al discorso di accettazione di Taylor Swift durante i VMA Awards 2009. Infatti, nel primo verso West afferma:
I feel like me and Taylor might still have sex
Why? I made that bitch famous
(Goddamn!)
Penso che io e Taylor potremmo ancora fare sesso
Perché? Ho reso quella stronza famosa
(Dannazione!)
Ho reso quella stronza famosa.»
(Famous, Kanye West)
Il testo è stato criticato fortemente dai media, ma West si è difeso affermando di avere ottenuto il permesso di Swift per registrare il brano dopo "una conversazione al telefono di un'ora". Swift ha risposto attraverso il suo ufficio stampa, negando di avere dato il permesso a West per un brano con un "messaggio così misogino". Inoltre, Swift sembrerebbe avere fatto un velato riferimento al brano nel suo discorso di accettazione ai Grammy Awards 2016.
Nello stesso anno Kim Kardashian, allora moglie di West, rilasciò un video di tre minuti in cui si sente Swift approvare il testo, descrivendolo come un "complimento" e una dimostrazione di amicizia. A causa del rilascio di questo video, Swift è stata accusata di aver mentito sull'approvazione del testo e lei si è difesa affermando di non essere stata avvisata che sarebbe stata chiamata "stronza" nel brano.
Nel marzo del 2020, è uscita una versione del video dalla durata di venticinque minuti, in cui si sente Swift obiettare che West l'abbia "resa famosa" e dicendo di essere contenta di non essere chiamata "una stupida stronza".

## Video musicale
Il video musicale è stato mostrato in anteprima all'evento esclusivo di Tidal ad Inglewood, California il 24 giugno 2016. In esso sono presenti le sculture in cera nude di diverse celebrità, tra cui George W. Bush, Anna Wintour, Donald Trump, Rihanna, Chris Brown, Taylor Swift, Kim Kardashian, Ray J, Amber Rose, Caitlyn Jenner, Bill Cosby e lo stesso West sdraiati in un letto.

## Classifiche
| Classifica (2016) | Posizione massima |
| ----------------- | ----------------- |
| Canada            | 31                |
| Danimarca         | 21                |
| Irlanda           | 28                |
| Italia            | 59                |
| Norvegia          | 17                |
| Nuova Zelanda     | 28                |
| Paesi Bassi       | 55                |
| Regno Unito       | 33                |
| Stati Uniti       | 34                |
| Svezia            | 23                |
| Svizzera          | 45                |